# Pseudosynarmostes mitsinjo
Pseudosynarmostes mitsinjo är en skalbaggsart som beskrevs av Alberto Ballerio 2008. Pseudosynarmostes mitsinjo ingår i släktet Pseudosynarmostes och familjen Hybosoridae. Inga underarter finns listade i Catalogue of Life.